# Volunteers
Para la película de 1985 ver Voluntarios (película)

Volunteers es el quinto álbum de la banda de rock norteamericana Jefferson Airplane. Su mayor éxito fue el canto antiguerra «Volunteers», que fue lanzado como sencillo, también en 1969.

## Grabación y producción
Grabado en los estudios Wally Heider de San Francisco (California) en 1969, fue uno de los primeros álbumes en ser registrados en una mesa de 16 pistas. Para la grabación se contó con un amplio elenco de artistas invitados, como el veterano pianista Nicky Hopkins, Stephen Stills y David Crosby o Jerry García. Fue la última grabación en la que participó la formación clásica del grupo, ya que poco después saldrían de la banda Marty Balin, miembro fundador, y el batería Spencer Dryden.

## Recepción
La publicación se vio envuelta en una cierta controversia debido a los mensajes antibelicistas de sus letras coincidiendo con las masivas protestas contra la guerra de Vietnam. Por otra parte, RCA tuvo que censurar algunas expresiones que se consideraron ofensivas: la frase «Up against the wall, motherfucker», que aparece en el tema «We Can Be Together» fue silenciada por la compañía, que también se negó a permitir la expresión «fuck» en algunas canciones. Asimismo, el estribillo de «Eskimo Blue Day» fue otro punto polémico por la frase «doesn't mean shit to a tree».
A pesar de sus controversias, el álbum fue un éxito comercial, recibiendo el disco de oro a los pocos meses de su lanzamiento. El álbum ocupa el puesto 370 en la lista de los 500 mejores álbumes de todos los tiempos según la revista Rolling Stone.

## Lista de canciones
| N.º | Título                                                      | Duración |  |
| 1.  | «We Can Be Together» (Paul Kantner)                         | 5:48     |  |
| 2.  | «Good Shepherd» (Tradicional, arreglos por Jorma Kaukonen)  | 4:21     |  |
| 3.  | «The Farm» (Gary Blackman, Paul Kantner)                    | 3:15     |  |
| 4.  | «Hey Fredrick» (Grace Slick)                                | 8:26     |  |
| 5.  | «Turn My Life Down» (Jorma Kaukonen)                        | 2:54     |  |
| 6.  | «Wooden Ships» (David Crosby, Paul Kantner, Stephen Stills) | 6:24     |  |
| 7.  | «Eskimo Blue Day» (Grace Slick, Paul Kantner)               | 6:31     |  |
| 8.  | «A Song for All Seasons» (Spencer Dryden)                   | 3:28     |  |
| 9.  | «Meadowlands» (Tradicional, arreglos de Kanter y Slick)     | 1:04     |  |
| 10. | «Volunteers» (Marty Balin, Paul Kantner)                    | 2:08     |  |

## Personal

### Miembros de la banda
- Grace Slick – voz, piano en «The Farm», «Hey Fredrick», «Eskimo Blue Day» y  «Volunteers», órgano en «Meadowlands»
- Paul Kantner – voz y guitarra
- Marty Balin – voz y percusión
- Jorma Kaukonen – guitarra
- Jack Casady – bajo
- Spencer Dryden – batería

### Músicos adicionales
- Nicky Hopkins – piano en «We Can Be Together», «Hey Fredrick», «Wooden Ships», «A Song for All Seasons» y  «Volunteers»
- Stephen Stills – órgano Hammond en «Turn My Life Down»
- Jerry Garcia – pedal steel guitar en «The Farm»
- Joey Covington – congas en «Turn My Life Down»
- David Crosby – «sailboat» en «Wooden Ships»
- Ace of Cups (Mary Gammon, Marilyn Hunt, Diane Hurah, Denise Jewkes) – coros en «The Farm» y «Turn My Life Down»
- Bill Laudner – voz en «A Song for All Seasons»